# ليونار باجوي
ليونار باجوي (بالإسبانية: Lionard Pajoy) (7 يونيو 1981 في كولومبيا - ) هو لاعب كرة قدم كولومبي في مركز الهجوم. لعب مع أتليتيكو هويلا وأليانزا ليما ودي.سي. يونايتد وديبورتيفو كالي وفيلادلفيا يونيون ونادي ميلوناريوس وCortuluá ‏ ولا إكويداد ‏ وريونيغرو أغيلاس وBoyacá Chicó F.C. ‏ وUnión Comercio ‏ وكوكوتا ديبورتيفو ‏.

## وصلات خارجية
- ليونار باجوي على موقع الدوري الأمريكي (الإنجليزية)
- ليونار باجوي على موقع إي إس بي إن إف سي (الإنجليزية)
- ليونار باجوي على موقع قاعدة بيانات كرة القدم.إي يو (الإنجليزية)
- ليونار باجوي على موقع Soccerway.com (الإنجليزية)